# Thủy thủ Sao Mộc
Makoto Kino (木野 まこと (Mộc-Dã Chân-Cầm)), được biết nhiều hơn với cái tên Sailor Jupiter (セーラー ジュピター Sērā Jupitā) là một nhân vật trong bộ truyện Sailor Moon được viết bởi Naoko Takeuchi. Makoto là thành viên thứ ba được tìm thấy bởi Sailor Moon. Makoto có sức mạnh của sấm sét và thực vật, cô là "chiến binh của sấm sét và lòng dũng cảm" (雷と勇気の戦士) và "chiến binh của sự bảo vệ" (保護の戦士), dưới sự bảo hộ của "hành tinh của sấm sét" (雷の星). Cô là người mạnh nhất về thể lực và cũng là người cao nhất nhóm Chiến Binh Vòng Trong.
Ngoài series Sailor Moon, Makoto còn là nhân vật chính trong ngoại truyện đặc biệt The Melancholy of Mako-chan.

## Thân thế
Makoto Kino sinh ngày 5 tháng 12, thuộc cung Nhân Mã, mang nhóm máu O. Makoto là hoá thân hiện tại của Sailor Jupiter, cô xuất hiện trong tất cả các Season của Series Sailor Moon. Makoto được cho là rất xinh đẹp, cô có mái tóc nâu, xoăn uốn lượn và thường buộc lên phía sau, chiều cao và sức mạnh thể chất vượt trội hơn so với các thành viên còn lại (khoảng 1m72) và luôn đeo một đôi bông tai hoa hồng rất đẹp. Cô còn là một trong những thành viên trong CLB Judo. Ngoài ra, trong anime 90s, từng có một lần Makoto nói rằng cô nên là người được đóng vai Bạch Tuyết trong vở kịch vì cô tự cho mình có "vòng một" ấn tượng nhất.

Makoto trong đồng phục học sinh dưới nét vẽ của tác giả Naoko Takeuchi

Makoto xuất hiện lần đầu khi cứu Usagi khỏi một đám côn đồ (trong anime 90s) hoặc cứu Usagi tránh khỏi chiếc xe đang chạy tới khi Usagi bước qua đường mà không để ý đèn giao thông (trong manga và anime Crystal). Sau đó Usagi đã phát hiện ra Makoto là học sinh mới chuyển đến cùng trường Trung học Juuban với mình vì bị đuổi ở trường cũ do tham gia đánh nhau. Ngay cả sau khi chuyển đến trường mới cô vẫn phải mặc đồng phục cũ, vì tại thời điểm đó họ không có kích thước đồng phục phù hợp với chiều cao bất thường của cô. Các học sinh khác thường xa lánh Makoto vì cho rằng cô là một người bạo lực, cho tới khi cô gặp lại Usagi vào giờ ăn trưa khi cô phải ngồi ăn một mình. Makoto dần trở nên thân thiết với Usagi, người duy nhất không sợ mình ở trường, và sau đó gặp các chiến binh thủy thủ khác.
Tính cách của cô gần như không thay đổi trong tất cả các phiên bản (live action, manga, anime, musicals) của Sailor Moon. Mặc dù bên ngoài cô có vẻ mạnh mẽ và kiên cường, nhưng Makoto rất nữ tính và thích làm những việc như nấu ăn, cắm hoa, làm vườn và thủ công mỹ nghệ. Trong phim, ước mơ của cô là chủ một tiệm bánh, một cửa hàng đồ ngọt, một cửa hàng hoa hoặc sự kết hợp giữa tất cả chúng lại với nhau. Trong Parallel Sailor Moon, cô đã đạt được ước mơ của mình, trở thành chủ của một cửa hàng bánh/hoa. Trong Special Act của Live Action, Makoto đang học cắm hoa để thực hiện giấc mơ của mình. Như tất cả các Thủy thủ khác, cô luôn trung thành với Sailor Moon, thậm chí có thể hy sinh tính mạng để bảo vệ công chúa của mình.

### Nhạc kịch
Trong Sailor Moon Musicals, Makoto được đóng bởi Kanoko, Marie Sada, Takako Inayoshi, Emika Satou, Akari Tonegawa, Chiho Ooyama, Emi Kuriyama, Yuriko Hayashi, Ayano Sugimoto, Kaori Sakata, Karina Okada, Mai Watanabe và Yu Takahashi.
Phiên bản Musicals của Makoto có tính cách tương tự như các phiên bản khác: Bên ngoài với vẻ mạnh mẽ nhưng bên trong là một trái tim dịu dàng và lòng trung thành vững chắc đối với Sailor Moon. Makoto thường nhắc tới việc sẽ đến Trung Quốc để học nấu nhưng món ăn Trung Hoa. Cô đã được Nephrite (đang cải trang) tán tỉnh trong Sailor Moon - Gaiden Dark Kingdom Fukkatsu Hen và Starlights - Ryuusei Densetsu.

### Gia đình
Theo như trong manga, bố mẹ của Makoto đã qua đời, đó cũng là sự thật trong phiên bản live action. Trong manga, bố mẹ cô đã qua đời vì một tai nạn máy bay. Tuy nhiên, việc bố mẹ cô qua đời vì lý do gì thì trong phiên bản live action lại không nói rõ. Trong anime 90s thì chưa bao giờ nói rõ ràng là họ còn sống hay đã qua đời, nhưng không có bất kì thành viên nào trong gia đình của Makoto được nhắc tới. Trong tập 91, Makoto cho biết là cô đang sống một mình. Cũng tập tương tự nhưng trong bản lồng tiếng Anh, Makoto có nhắc tới mẹ cô (vẫn còn sống).
Trong Parallel Sailor Moon, Makoto đã kết hôn với một người đàn ông (không có mặt trong truyện) và có một đứa con gái tên là Mako - cũng là một Senshi.

### Các mối quan hệ
Makoto liên tục nhắc đến "bạn trai cũ" của cô. Cụm từ trong tiếng Nhật mà cô sử dụng là "shitsuren shita senpai" (失恋 し た 先輩). Trong đó "Shitsuren shita" nghĩa là trái tim tan vỡ hoặc tình yêu đơn phương. Trong khi "Senpai" dùng để chỉ học sinh/sinh viên lớn tuổi hơn mình (dành cho các trường học) và đồng nghiệp (trong công việc). Nói cách khác, Makoto đã yêu một chàng trai lớn tuổi hơn cô. Trong suốt bộ phim, cô liên tục nhắc tới "bạn trai cũ" của mình, cũng như một anh chàng lý tưởng dành cho một mối quan hệ lãng mạn. Trong live action, "bạn trai cũ" của Makoto chỉ xuất hiện một lần trong hồi tưởng của cô, sau đó thì anh ta không bao giờ được nhắc đến nữa.
Trong Senshi / Shitennou, Makoto được cho là người yêu của Nephrite. Cặp đôi này cùng với ba cặp Senshi/Shitennou còn lại rất phổ biến trong Fan Art và Fan Fiction.
Trong Live Action, Motoki và Makoto có tình cảm với nhau. Trong Special Act, Motoki đã ngỏ lời với Makoto và được cô chấp nhận.

## Biệt hiệu

### Sailor Jupiter
Sailor Jupiter là hình dạng thứ hai của Makoto sau khi biến hình.

### Princess Jupiter
Khi còn ở Thiên Niên Kỷ Bạc, cô là Công chúa Sao Mộc. Cô sống trong Lâu đài Io và bảo vệ Công chúa Serenity.

## Những phụ kiện của Thủy thủ sao Mộc

### Đôi bông tai hoa hồng

Bông tai hoa hồng của Thủy thủ Sao Mộc (hình ảnh trong Sailor Moon Crystal)

Đôi bông tai hoa hồng (Makoto's rose earrings) là đồ vật được Makoto Kino đeo trong suốt toàn bộ series trong cả Manga và Anime khi làm người thường lẫn chiến binh thủy thủ. Đôi bông tai có hình dạng của bông hoa hồng.
Trong Act.5 của Manga, sau khi Makoto cứu Usagi khỏi một chiếc xe ô tô, Usagi đã nói rằng đôi bông tai có mùi nước hoa thơm phức.
Trong Tập 25 của Anime 90s, Makoto lần đầu tiên sử dụng chiếc bông tai tấn công Zoisite để ngăn cản hắn khi đang cố lấy cắp viên pha lê cầu vồng từ Crane Game Joe. Trong Tập 171 của Anime 90s, Usagi đã thoát ra khỏi cơn ác mộng của cô do Nehellenia tạo ra khi cô nhìn thấy bông tai của Makoto.
Nhiều fan cho rằng, Makoto đeo đôi bông tai bằng cách kẹp chúng vào tai để có thể dễ dàng lấy ra, tuy nhiên trong Tập 25, Usagi nhắc đến chúng như một đôi bông tai xỏ lỗ.
Đôi bông tai xuất hiện mở đầu trong đòn tấn công “Sparkling Wide Pressure” của Anime 90s và “Flower Hurricane” trong Sailor Moon Crystal.

### Vương miện
Tiara ティアラ (Vương Miện) là một phần trong bộ trang phục thủy thủ. Tuy nhiên chỉ có Sailor Moon và Sailor Jupiter là sử dụng nó để tấn công chứ không chỉ để trang trí.

Thủy thủ Sao Mộc tấn công bằng Vương miện (hình ảnh trong Anime 90s)

Chiếc Vương miện của Sailor Jupiter có một chiếc ăn-ten nhỏ nằm phía trên viên ngọc. Trong các chiêu thức tấn công Supreme Thunder và Supreme Thunder Dragon, chiếc ăn-ten này được cô sử dụng như một cột thu lôi và dường như kể cả các đòn tấn công Sparkling Wide Pressure và Jupiter Oak Evolution. Nó được đặt tên là Thunder & Lightning Antenna (雷電アンテナ).
- Chú thích thêm:

- Màu sắc của viên đá ở giữa mỗi chiếc Vương Miện là màu sắc đại diện cho mỗi chiến binh thủy thủ (ngoại trừ Sailor Moon).
- Sailor Moon là thủy thủ duy nhất mà Vương Miện thay đổi nhiều lần.
- Trong Manga, khi 9 chiến binh thủy thủ phát triển thành hình thức Eternal, những viên đá quý trong vương miện của họ đã trở thành ngôi sao, ngoại trừ Sailor Chibi Moon thì viên đá đã trở thành hình mặt trăng lưỡi liềm, và Eternal Sailor Moon thì không có vương miện mà chỉ có hình mặt trăng lưỡi liềm ở trên trán.

### Vòng nguyệt quế lá sồi
Xuyên suốt Dream Arc, Vòng Nguyệt Quế Lá Sồi (Leaves Of Oak) là vũ khí được người bảo hộ sao Mộc trao cho Super Sailor Jupiter để cô có thể triển khai chiêu thức “Jupiter Oak Evolution (Lá Sồi Phi Kích)”.
Cũng giống như các loại vũ khí mới của các Thủy thủ khác, Vòng Nguyệt Quế Lá Sồi cũng có ý chí riêng và có thể giao tiếp với Jupiter. Vũ khí này chỉ xuất hiện trong Manga. Còn trong Anime, Super Sailor Jupiter sử dụng chiếc ăng-ten trên vương miện của mình tạo ra năng lượng điện để thực hiện chiêu thức Jupiter Oak Evolution.

Vòng nguyệt quế lá sồi của Thủy thủ Sao Mộc (hình ảnh trong Manga)

Chiêu thức tấn công này được sử dụng lần đầu tiên ở Act 42 trong Manga, Jupiter đã dùng nó để tiêu diệt Hawk’s Eye. Khi thi triển chiêu thức, những chiếc lá sồi được nạp đầy năng lượng và tạo thành một cột xoắn xoay quanh cô trước khi được bắn về phía mục tiêu.
Trong Anime, nó xuất hiện ở Episode 154, Jupiter dùng nó để chống lại Jara Jara Jou. Vòng hoa xuất hiện ở đầu của đòn tấn công là biểu tượng của vị thần Hy Lạp, Zeus, hay vị thần La Mã, Jupiter. Để thi triển chiêu thức, cô tự xoay vòng và bắn những chiếc lá sồi nạp đầy năng lượng về phía mục tiêu.
- Chú thích thêm':

– Trong bản lồng tiếng Anh, Sailor Jupiter sẽ đôi khi nói “Jupiter Power” hoặc “Sailor Jupiter” trước khi thực hiện cuộc tấn công của mình.
– Không giống như những chiêu thức trước đây của Jupiter đều có liên quan đến điện hay sấm chớp để phù hợp với hình tượng biểu trưng Thần Sấm của La Mã. Jupiter Oak Evolution dường như là một đòn tấn công hệ mộc.
– Có nhiều tài liệu có kể về những mối gắn kết linh thiêng giữa cây sồi và Jupiter, đây cũng là một trong những hình tượng đại diện cho vị thần này. Như thế nó cũng rất phù hợp, bởi trong từ Sao Mộc, người Nhật viết nó có từ “木” (cây)
– Ở Cộng hòa Roman, vòng hoa lá sồi còn được gọi với tên khác là vương miện công dân.

## Trang phục

### Anime
Trong trang phục này, màu chủ đạo của cô là màu xanh lá (đá đính trên vương miện, cổ áo, váy, viền găng tay, đôi giày, trâm cài trước ngực, vòng cổ) và màu nhấn là màu hồng (nơ trước ngực, nơ sau và hoa tai). Hoa tai của cô (đã được đeo từ khi còn là người thường cho đến lúc làm chiến binh) có hình bông hoa, giày của cô dài đến mắt cá chân, cổ áo cô có hai sọc trắng.
Sau khi được nâng lên cấp Super, vòng cổ của cô có đính thêm một ngôi sao, cổ áo có một sọc trắng, trâm cài trước ngực trở thành hình trái tim màu xanh lá. Dưới miếng đệm vai còn có một miếng đệm mờ nữa. Nơ sau được kéo dài ra và rộng hơn.

### Manga
Trang phục của Sailor Jupiter phiên bản đầu tiên chủ yếu giống trong Anime, ngoại trừ cổ áo cô có ba sọc trắng. Tuy nhiên, trong phiên bản tái bản của Manga, cột thu lôi của cô luôn luôn xuất hiện ở vương miện và cô có đeo một dây đai ở eo.
Trâm cài của cô thay đổi từ hình tròn sang hình trái tim sau khi Sailor Moon trở thành Super Sailor Moon. Sau khi nâng lên cấp Super, bộ trang phục của cô giống hệt với phiên bản Anime, chỉ trừ ở vòng cổ có đính thêm ngôi sao vàng. Ở trung tâm ngôi sao có đính một viên đá màu xanh lá.
Sau khi được nâng lên cấp cuối cùng trong Stars Arc, vòng cổ của cô có hình chữ V và trâm cài ở ngực có hình một ngôi sao màu xanh lá. Miếng đệm vai của cô phồng lên, có màu xanh lá nhạt, đính hai mảnh vải màu xanh lá đậm hơn ở bên dưới. Găng tay của cô dài đến tận cánh tay cô. Trong Artbook, cô có dây đeo hình chữ V màu xanh lá, đính ngôi sao ở tay, nhưng chúng không xuất hiện trong Manga. Thắt lưng gồm hai dải ruy băng, một xanh lá đậm và một xanh lá nhạt, mỏng và dài. Tại nơi giao nhau của hai dải ruy băng đính một ngôi sao năm cánh màu vàng. Nơ sau của cô có màu xanh nhạt. Váy của cô có hai lớp: Xanh đậm bên trên và xanh nhạt bên dưới. Bốt của cô cao tới gần đầu gối, màu trắng, có viền là hình chữ V màu xanh, đính một ngôi sao. Vương miện của cô đính một ngôi sao năm cánh màu xanh lá cây, hoa tai của cô là một ngôi sao có cùng màu.

### Live action
Về cơ bản thì bộ trang phục của Sailor Jupiter trong PGSM giống trong Manga. Điểm khác biệt duy nhất là cô luôn luôn đeo dây đai hoa hồng.

### Nhạc kịch
Trang phục của Sailor Jupiter trong Musicals được chia ra làm 2 phiên bản.
Trong phiên bản đầu tiên, nơ của Sailor Jupiter, viền găng tay và tay áo của cô có màu hồng. Trong khi váy, cổ áo và vòng cổ của cô có màu xanh lá cây. Chiếc trâm cài ở trên nơ của cô có hình một viên kim cương, màu vàng, đính đá màu xanh lá cây. Cô cũng có một viên kim cương như thế đính ở vòng cổ, và có hoa tai cũng có hình như vậy. Trong các phiên bản sau, trang phục của cô đã được thay đổi lại tay áo thành màu xanh lá. Hoa tai, trung tâm nơ trước được trang trí với hoa văn màu vàng. Tất cả các trang trí trên trang phục của cô, kể cả sọc áo đều là màu vàng. Bộ trang phục này không còn xuất hiện nữa sau Sailor Moon S - Henshin - Super Senshi e no Michi (Kaiteiban).
Phiên bản thứ hai cơ bản là giống với phiên bản "Super" của Jupiter trong Anime và Manga. Lúc đầu, màu sắc cũng tương tự như trang phục trước đây của cô, mặc dù bây giờ cô có thêm hai lớp váy: Phần váy trên màu xanh lá cây, phần váy dưới màu hồng. Các phiên bản sau, trang phục cô đã được thay đổi như viền găng tay chuyển từ màu hồng sang màu xanh lá. Vòng cổ của cô được trang trí với một ngôi sao có một vòng tròn màu xanh lá cây, vẽ biểu tượng của Sailor Jupiter. Trâm cài nơ là hình một trái tim màu xanh, viền vàng. Hoa tai của cô có hình tròn, màu vàng, đính một viên ngọc xanh ở trung tâm.

### Princess Jupiter
Cô mặc váy đầm dài màu xanh lá xẻ từ đầu gối. Trên tóc cũng như trên hông cô được trang trí bằng hoa hồng. Cô luôn đeo bông tai hoa hồng và băng cổ cùng dây chuyền xanh lá. Có ký hiệu Sao Mộc trên trán.

## Chiêu thức & Sức mạnh

### Anime 90s
- Biến đổi

- Jupiter Power, Make Up! (Năng lượng Sao Mộc, biến thân!) - Cô sử dụng bút (gậy) biến hình để biến thành Sailor Jupiter (Thủy Thủ Sao Mộc).
- Jupiter Star Power, Make Up! (Năng lượng tinh tú Sao Mộc, biến thân!)- Cô sử dụng Star Power Stick để biến thành Sailor Jupiter (Thủy Thủ Sao Mộc).
- Jupiter Crystal Power, Make Up! (Năng lượng pha lê Sao Mộc, biến thân!) - Cô sử dụng Crystal Change Rod để biến thành Super Sailor Jupiter (Siêu Thủy Thủ Sao Mộc).
- Chiêu thức tấn công

- Supreme Thunder! (Sấm sét tối cao!) - Chiêu thức tấn công đầu tiên của Sailor Jupiter. Vương miện của cô xuất hiện một cột thu lôi, tích tụ sấm sét, sau đó phóng ra.
- Supreme Thunder Dragon! (Long sấm tối cao!) - Một phiên bản mạnh mẽ hơn chiêu Supreme Thunder, với hình dạng một con rồng. Nó chỉ được sử dụng một lần duy nhất trong Season 2.
- Sparkling Wide Pressure! (Sấm sét áp suất cực đại!) - Chiêu thức mới của Sailor Jupiter trong Season 2. Trong
chiêu này, Jupiter sẽ ném một chiếc đĩa làm bằng sét về phía kẻ thù.
- Super Supreme Thunder! (Siêu sấm sét tối cao!) - Một phiên bản mạnh mẽ hơn chiêu Supreme Thunder. Chiêu thức này chỉ được sử dụng duy nhất một lần trong tập 147.
- Jupiter Oak Evolution! (Sao Mộc Lá sồi phi kích!) - Chiêu thức tấn công mới của Sailor Jupiter trong phần SuperS. Cô sẽ "gửi" những quả bóng năng lượng về phía kẻ thù của mình. Không giống với các chiêu thức tấn công trước đây - có liên quan tới điện, sấm sét,.. để sao cho giống với Vị Thần Tối cao với sức mạnh của sấm sét trong Thần Thoại La Mã - Jupiter, chiêu thức này có cả sự kết hợp của cây (木).

### Manga
- Biến đổi

- Jupiter Power, Make Up! (Năng lượng Sao Mộc, biến thân!) - Cô sử dụng bút (gậy) biến hình để biến thành Sailor Jupiter (Thủy Thủ Sao Mộc).
- Jupiter Star Power, Make Up! (Năng lượng tinh tú Sao Mộc, biến thân!)- Cô sử dụng Star Power Stick để biến thành Sailor Jupiter (Thủy Thủ Sao Mộc).
- Jupiter Planet Power, Make Up! (Năng lượng hành tinh Sao Mộc, biến thân!)- Cô sử dụng quyền năng của hành tinh đã được nâng cấp bởi Tân Nữ hoàng Serenity để biến thành Sailor Jupiter (Thủy Thủ Sao Mộc).
- Jupiter Crystal Power, Make Up! (Năng lượng pha lê Sao Mộc, biến thân!) - Cô sử dụng pha lê Sao Mộc để biến thành Super Sailor Jupiter (Siêu Thủy Thủ Sao Mộc).
- Chiêu thức tấn công

- Flower Hurricane! (Cuồng phong hoa!) - Cô tạo ra một cơn gió hoa để làm che mắt hoặc tấn công đối thủ của mình.
- Jupiter Thunderbolt (Sấm sét Sao Mộc!) - Chiêu thức của Sailor Jupiter trong bản in lại của Manga, tương tự chiêu Supreme Thunder.
- Supreme Thunder! (Sấm sét tối cao!) - Chiêu thức tấn công chính của Sailor Jupiter trong Arc đầu tiên của Manga. Vương miện của cô xuất hiện một cột thu lôi, tích tụ sấm sét, sau đó phóng ra.
- Sparkling Wide Pressure! (Sấm sét áp suất cực đại!) - Trong chiêu này, Jupiter sẽ thu điện lại trong tay và "gửi" nó vào kẻ thù của mình.
- Jupiter Coconut Cylone! (Bão tố Sao Mộc!) - Sailor Jupiter sử dụng chiêu thức này trong cả Manga và Video Games.
Ở chiêu thức này, cô sẽ tạo ra một cơn lốc tập trung hút những trái dừa tích điện rồi ném về phía kẻ thù, có thể tiêu diệt hoặc tê liệt tạm thời kẻ thù!
- Jupiter Oak Evolution! (Sao Mộc Lá sồi phi kích!) - Sailor Jupiter thực hiện chiêu thức này với lá sồi sau khi chuyển đổi với pha lê Sao Mộc. Cô tập trung sồi điện rồi tấn công kẻ thù!

### Live action
Trong Live Action, cô có thể biến Sailor Star Tambourine của mình thành một ngọn giáo để chống lại Youma được tạo ra bởi Princess Sailor Moon trong Act cuối cùng. Trong Special Act, cô cũng có dùng nó, nhưng với mục đích là bảo vệ Sailor Moon.
- Biến đổi

- Jupiter Power, Make Up! (Sức mạnh Sao Mộc, biến hình!) - Cụm từ biến hình chỉ được sử dụng bởi Sailor Jupiter trong PGSM.
- Chiêu thức tấn công

- Supreme Thunder! (Sấm sét tối cao!) - Chiêu thức tấn công đầu tiên của Sailor Jupiter trong PGSM. Nó cũng tương tự như Anime và Manga, chỉ khác là cô không sử dụng vương miện để tích tụ sấm sét.
- Flower Hurricane! (Lốc xoáy hoa!) - Cô tạo ra một cơn gió hoa để tấn công đối thủ của mình.
- Jupiter Thunderbolt (Quả cầu sấm sét Mộc Tinh!) - Chiêu thức mạnh nhất của Sailor Jupiter trong PGSM. Cô sử dụng Sailor Star Tambourine để "gửi" một tia sét tới kẻ thù của mình.
- Unnamed Attack - Một chiêu thức của Sailor Jupiter, không được nêu tên trên màn hình. Trong đó Sailor Jupiter sử dụng Sailor Star Tambourine để "gửi" một năng lượng hình ngôi sao về phía mục tiêu của mình.
- Unnamed Attack (2) - Một chiêu thức của Sailor Jupiter, không được nêu tên trên màn hình. Trong đó, Jupiter đánh xuống mặt đất, "gửi" một dòng năng lượng màu xanh tới kẻ thù của mình. Nó cũng tương tự như chiêu "World Shaking" của Sailor Uranus.

### Video Games
Trong các Video Games, Sailor Jupiter thường sử dụng những quyền năng tiêu chuẩn của cô. Nhưng sau đây là các chiêu thức, quyền năng chỉ có trong Video Games.
- Jupiter Kick! - Được sử dụng trong Sailor Moon Acarde Game.
- Lighting Knuckle! - Sử dụng trong Sailor Moon cho Mega Drive.
- Jupiter Double Axel! - Sử dụng trong Sailor Moon S cho 3DO, Sailor Moon R cho Super Famicom, Sailor Moon S: Jougai Rantou? Shuyaku Soudatsusen và Sailor Moon SuperS: Zenin Sanka! Shuyaku Soudatsusen.
- Lighting Strike - Được sử dụng trong Sailor Moon S: Jougai Rantou? Shuyaku Soudatsusen và Sailor Moon SuperS: Zenin Sanka! Shuyaku Soudatsusen.

## Thông tin bên lề
- Nguồn thu nhập của Makoto từ đâu có đã trở thành một đề tài tranh luận của rất nhiều Fan hâm mộ. Mặc dù cô mới chỉ 14 - 16 tuổi trong Anime, nhưng nó không đề cập rõ ràng rằng làm thế nào cô có thể tự chu cấp cho mình, mặc dù có một giả thiết được các Fan hâm mộ đưa ra là Makoto sống với số tài sản được thừa kế bởi cha mẹ mình.
- Với chiếc váy dài trong khi học trung học cơ sở, cùng với phong cách đôi giày của mình, đó là biểu tượng của một nữ sinh đầu gấu vào thời điểm đó. Tuy nhiên, bộ trang phục này không được giống y nguyên trong Live Action. Có lẽ là vì thời gian làm giữa Live Action và bộ Manga / Anime khi ấy đã thay đổi rất nhiều và váy ngắn là một trong số những tiêu chuẩn của Kogyaru. Thêm nữa có lẽ nó cũng không phù hợp với một chương trình dành cho trẻ em.
- Trong Manga, Makoto nói rằng loài hoa yêu thích của cô là hoa Sazanka (Mặc dù Kodansha đã làm nó sai chính tả, trở thành "Sasanqua Camilla").
- Trong PGSM, Makoto có nói rằng cô không thích khoai tây.
- Số thành viên của Makoto trong Starlights Fanclub là 1606.
- Họ của Makoto được phát âm giống như từ có nghĩa là "chân thành" (诚) và "sự thật" (真). Ban đầu, nó nghĩa là Mamoru. Nghĩa là "bảo vệ/để bảo vệ".
- Tên đầy đủ của cô là một sự chơi chữ của cụm từ có nghĩa là " Sự trung kiên của cây " (木 の 誠).
- Trong Trailer ban đầu của bản lồng tiếng Anh của DiC, cô được gọi là Maggie hoặc Sarah.
- Trong số các Inner Senshi, Makoto / Sailor Jupiter là người mạnh nhất về thể lực (Trong khi Usagi / Sailor Moon lại mạnh nhất về phép thuật). Tuy nhiên, trong anime 90s tập 96, Season 3, cô và Haruka / Sailor Uranus đã thách đấu nhau. Nó chỉ ra rằng thậm chí Haruka còn mạnh hơn cô. Tuy nhiên, cổ tay Haruka bị thương vì một cú đánh từ Makoto, vì thế cô ấy đã nói với Makoto rằng đây có lẽ là một trận đấu bất phân thắng bại.
- Sao Mộc - Hành tinh giám hộ của Sailor Jupiter - là hành tinh lớn nhất trong Hệ Mặt Trời. Đám mây che kín dày đặc này cũng gây chú ý bởi thời tiết hỗn loạn, như bão lớn, sấm sét, v...v..